# Tröchtelborn
Tröchtelborn est une commune allemande de l'arrondissement de Gotha en Thuringe, faisant partie de la communauté d'administration Nesseaue.

## Géographie

Situation de la commune (en rouge) dans l'arrondissement de Gotha

Tröchtelborn est située dans le nord-est de l'arrondissement, sur la rive droite de la Nesse, à 11 km au nord-est de Gotha, le chef-lieu de l'arrondissement.
Tröchtelborn appartient à la communauté d'administration Nesseaue (Verwaltungsgemeinschaft Nesseaue).
Communes limitrophes (en commençant par le nord et dans le sens des aiguilles d'une montre) : Molschleben, Bienstädt, Zimmernsupra, Nottleben, Pferdingsleben et Friemar.

## Histoire
On ne connaît pas la première mention écrite du village mais l'église St Boniface est vieille de plus de mille ans, ce qui suppose une fondation ancienne pour le village de Tröchtelborn.
Tröchtelborn a fait partie comme la ville d'Erfurt, des possessions saxonnes de l'Électorat de Mayence. En 1802, lors du Recès d'Empire, elle rejoint le royaume de Prusse (province de Saxe, cercle d'Erfurt).
En 1922, après la création du land de Thuringe, Tröchtelborn est intégrée au nouvel arrondissement de Weißensee (de) avant de rejoindre le district d'Erfurt (arrondissement de Gotha) en 1949 pendant la période de la République démocratique allemande jusqu'en 1990.

## Démographie
| 1910 | 1933 | 1939 | 1995 | 2000 | 2005 | 2010 |
| ---- | ---- | ---- | ---- | ---- | ---- | ---- |
| 393  | 385  | 381  | 356  | 344  | 337  | 311  |

## Communications
La commune est traversée par la route L1043 Friemar-Zimmernsupra.